# Leonhard Meisser (Maler)
Leonhard Meisser (* 3. Dezember 1902 in Chur; † 2. August 1977 ebenda, heimatberechtigt in Chur und Davos) war ein Schweizer Maler, Zeichner und Druckgrafiker.

## Leben und Werk
Leonhard Meisser war der Sohn des Kaufmanns Emanuel Abraham und der Catharina, geborene Ragaz. In Chur besuchte er die Schulen; daneben widmete er sich seinen Naturinteressen und dem Geigenspiel. Nach der Matura studierte Meisser von 1922 bis 1923 Botanik an der Universität Zürich. Als er sich anschliessend in Dresden aufhielt und die Werke in der Dresdener Galerie sah, entschloss sich Meisser für eine Malerlaufbahn.
Meisser reiste 1923 zur künstlerischen Ausbildung nach Paris, wo er für kurze Zeit die Wohnung mit Alberto Giacometti teilte. Giacometti wurde später sein Mentor.
Zusammen mit Giacometti, Albert Lindegger, Willy Guggenheim und Johann Peter Flück (1902–1954) studierte Meisser von 1924 bis 1926 die Académie von André Lhote. Für Meissers künstlerische Entwicklung war die Begegnung mit den Impressionisten entscheidend, insbesondere mit den sogenannten Nabis. Von Paris aus reiste Meisser erstmals in die Provence. Er lernte 1928 in Paris Andreas Walser kennen und befreundete sich mit ihm.
Meisser kehrte nach dem Tod seines Vaters 1931 nach Chur zurück und erhielt mehrere Aufträge für Wand- und Glasmalereien. Bis 1939 kehrte er häufig nach Paris zurück. Meisser verlegte sich vorerst mit besonderem Eifer aufs Zeichnen und trachtete danach, die Formen der alpinen Umwelt in klaren Umrissen zu erfassen. Mit der Zeit trat die Linie immer weniger als Kontur in Erscheinung. Als begeisterter Aquarellist hatte Meisser auch der Ölfarbe hie und da annähernd jene Zartheit und Durchsichtigkeit gegeben, die eigentlich nur die Wasserfarbe ermöglicht. Die Form wurde weniger durch ihre Grenzen bestimmt als durch Helligkeits-, Farb- und Tonwerte.
Meisser war 1936 ein Gründungsmitglied der Bündner Sektion der GSMBA. 1937 lernte er Anny Vonzun kennen, die er 1939 heiratete. In Chur bezog das Paar 1954 sein eigenes Atelierhaus im oberen «Lürlibad» am Churer Prasserieweg. Mit seiner Frau unternahm Meisser nach dem Zweiten Weltkrieg immer wieder Studienreisen nach Paris, in die Provence, Camargue, Bretagne, nach Spanien, Umbrien, Siena, Rom, Apulien, Venedig, Griechenland und Marokko. Die dabei entstandenen Skizzenblätter wurden zuhause im Atelier in Bilder umgesetzt. Die Werke stellten sie regelmässig in zahlreichen Galerien aus.
Meisser stellte seine Werke auch in der Kunsthalle Bern, im Kunsthaus Zürich, Kunstmuseum Luzern, Kunstmuseum Bern, Bündner Kunstmuseum, Kunsthaus Glarus und Kunstmuseum Solothurn aus. Von 1939 bis 1947 war er Konservator am Bündner Kunsthaus und von 1948 bis 1953 Mitglied der eidgenössischen Kunstkommission.
Meisser erhielt 1934 ein Eidgenössisches Kunststipendium und 1974 den Bündner Kulturpreis.
Die «Stiftung Leonard Meisser und Anny Vonzun» ist in kirchlichen, politischen oder säkularen Vereinigungen tätig, ihr Sitz liegt in Chur.